# 鄭瓚
鄭瓚（1476年—1509年），字宗獻，號愈愚子，福建興化府莆田縣人，軍籍，明朝政治人物。

## 生平
正德二年（1507年）丁卯科福建鄉試第十三名舉人，三年（1508年）中式戊辰科會試第八十五名，二甲第七名進士。授任戶部主事，前往宣府督餉，省下金錢回歸公帑。明年回京，数日后因病去世，年三十四。以子鄭絅貴，追贈兵部侍郎。

## 家族
南宋狀元鄭僑之後。曾祖鄭文尹；祖父鄭商，號逸庵，壽官；父鄭崇。母黃氏；繼母李氏。慈侍下。兄鄭瑛、鄭瑲、鄭璟，弟鄭理、鄭瑠。